# Парламент Зимбабве

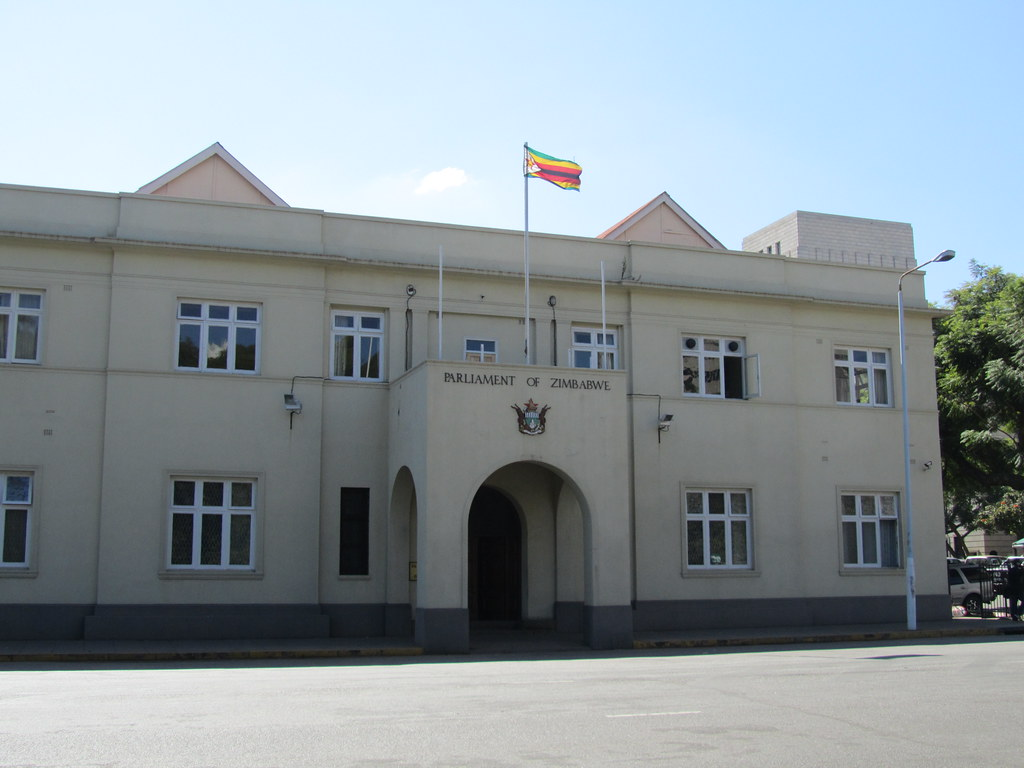
Здание парламента

Парламент Зимбабве (англ. Parliament of Zimbabwe) — двухпалатный парламент Республики Зимбабве, состоящий из палат:
- Верхняя палата: Сенат Зимбабве (существовал с 1980 по 1989 год и с 2005 года).
- Нижняя палата: Палата собрания Зимбабве (существует с 1980 года, с 1989 года по 2005 год являлась однопалатным парламентом государства).